# Ankie Bagger
Ankie Bagger est une chanteuse pop suédoise née le 30 septembre 1964.
Sa chanson Where Were You Last Night est reprise en japonais en 1990 par le duo Wink sous le titre Yoru ni Hagurete ~Where Were You Last Night~, version qui sort en single et se classe deuxième des ventes à l'Oricon au Japon.

## Discographie
Albums
- Where Were You Last Night (1989)
- From The Heart (1993)
- Flashback (1995)

Singles
- People Say It's in the Air (1988)
- I Was Made for Lovin' You (1989)
- Where Were You Last Night (1989)
- Love Really Hurts Without You (1990)
- Fire and Rain (1990)
- Happy, Happy Year for Us All (With The Sylvesters) (1990)
- If You're Alone Tonight (1991)
- Every Day Every Hour (1992)
- Bang Bang (1993)
- Where Is Love? (1993)
- The Way I Dream About You (1993)